# Aleksandr Ivanovskij
Aleksandr Ivanovskij (russisk: Александр Викторович Ивано́вский) (født 29. november 1881 i Kasan i det Russiske Kejserrige, død 12. januar 1968 i Sankt Petersborg i Sovjetunionen) var en sovjetisk filminstruktør og manuskriptforfatter.

## Filmografi
- Dvorets i krepost (Дворец и крепость, 1924)
- Dekabristy (Декабристы, 1926)
- Judas Golovlev (Иудушка Головлёв, 1933)[1][2]
- Dubrovskij (Дубровский, 1933)
- Rusland synger (Музыкальная история, 1940)
- Anton Ivanovitj er vred (Антон Иванович сердится, 1941)
- Silva (film) (Сильва, 1944)
- Balletsolist (Солистка балета, 1947)
- Tigertæmmeren (Укротительница тигров (Ukrotitelnitsa tigrov)) 1954